# Breitenhain (Viermünden)
Koordinaten: 51° 6′ 34″ N, 8° 51′ 19″ O
Breitenhain (auch Breidenhain) ist die Wüstung eines Guts in der Nähe von Viermünden im nordhessischen Landkreis Waldeck-Frankenberg.
Die genaue Lage ist bisher unbekannt; vermutet wird eine Stelle südlich der Eder im Bereich der Mündung des Breiten Bachs, westlich unterhalb des Bergs Pfuhl (320 m). In Betrachtung kommt auch eine Stelle am Oberlauf des Breiten Bachs zwischen Louisendorf und Geismar.
Der Hof Breydinhain war ursprünglich allodialer Besitz der Herren von Viermund. Im September 1369 verkaufte Dietrich II. von Viermund die ihm gehörende Hälfte der beiden Höfe Breitenhain und Ermelsberg (das spätere Hermannsberg) und weiteren Grundbesitz für 5½ Mark Silber an den Burgmann zu Lichtenfels, Dietrich Nymmes d. J., und dessen Ehefrau Margarethe und an Dietrich von Schlierbach, ebenfalls Burgmann zu Lichtenfels, und dessen Ehefrau Hildegard (Hellegarde). Beide Höfe wurden im Sternerkrieg 1372 verwüstet. Danach nahmen, laut August Heldmann, die Einwohner von Geismar das Gelände des wüst gewordenen Hofs in Besitz.